# Apocopis
Apocopis is een geslacht uit de grassenfamilie (Poaceae). De soorten van dit geslacht komen voor in Azië.

## Soorten (selectie)
Van het geslacht zijn onder meer de volgende soorten bekend:
- Apocopis anomalus
- Apocopis breviglumis
- Apocopis burmanicus
- Apocopis cochinchinensis
- Apocopis courtallumensis
- Apocopis floccosus
- Apocopis intermedius
- Apocopis mangalorensis
- Apocopis peguensis
- Apocopis pulcherrimus
- Apocopis schmidianus
- Apocopis siamensis
- Apocopis vaginata
- Apocopis wightii